# Milagros, Masbate

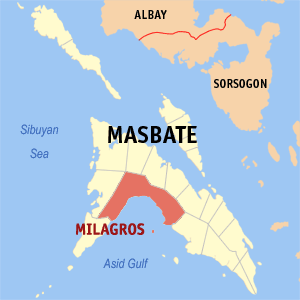
Bản đồ Masbate với vị trí của Milagros

Milagros là một đô thị hạng 3 ở tỉnh Masbate in the Philippines. Theo điều tra dân số năm 2015, đô thị này có dân số 57.473 người trong. 

## Các đơn vị hành chính
Đô thị Milagros được chia ra 27 barangay.
| - Bacolod - Bangad - Bara - Bonbon - Calasuche - Calumpang (Taisan) - Capaculan - Cayabon - Guinluthangan - Jamorawon - Magsalangi - Matagbac - Matanglad - Matiporon | - Moises R. Espinosa - Narangasan - Pamangpangon - Poblacion East - Poblacion West - Paraiso (Potot) - San Antonio - San Carlos - Sawmill - Tagbon - Tawad - Tigbao - Tinaclipan (Bato) |